# سلمان القريني
سلمان بن حمد بن عبد العزيز القريني لاعب كرة قدم سعودي سابق ولد في العاصمة الرياض وسط السعودية، لعب سابقاً في نادي النصر كما مثل المنتخبات السعودية.
لعب في مركز الظهير الأيمن، وقد بدأ مع نادي النصر في فئة البراعم حتى تدرج للفريق الأول عام 1407هـ وهو العام الذي شهد أول مشاركة له مع النصر أمام الشباب في كأس الاتحاد السعودي لكرة القدم.
فاز بكأس العالم للناشئين مع المنتخب السعودي في اسكتلندا عام 1989م، قبل أن ينقطع عن اللعب في عام 1412هـ بسبب الإصابة.
تم تعيينه في بداية الألفية الثانية كمشرف على منتخبات الفئات السنية السعودية وحقق معها نتائج ايجابية، قبل أن ينتقل للعمل في نادي النصر منذ عام 2008 وحتى 2012. وفي عام 2013 كلفه الاتحاد السعودي لكرة القدم بالإشراف على المنتخب الوطني الأول.